# Виноградна вулиця (Мелітополь)
Виноградна вулиця — вулиця в Мелітополі в історичному районі Новий Мелітополь. Починається від Інтеркультурної вулиці, йде на південь через приватний сектор і закінчується перехрестям з Польовою вулицею.

## Назва
Назва Виноградної вулиці пов'язана з репутацією Мелітополя як міста садів і меду (грецькою «Мелітополь» означає медове місто). Одночасно з Черешневою «садові» назви отримали й інші вулиці Мелітополя — Черешнева, Малинова, Вишнева, Садова.

## Історія
Перша відома згадка вулиці датується 17 січня 1939 року. Тоді вулиця носила ім'я Орджонікідзе — на честь радянського державного діяча Г. К. Орджонікідзе.
В 2016 року в ході декомунізації перейменована на Виноградну вулицю.